# 米格纳德城堡
米格纳德城堡（Château de la Mignarde）是普罗旺斯地区艾克斯的一座城堡。

## 位置
它位于普罗旺斯地区艾克斯北郊的邦奇纳路（Route des Pinchinats）。

## 历史
它建于18世纪。 立面有27扇窗户。客厅里是手绘的墙纸，代表中国的稻田。 在花园里，到处都是池塘和雕塑。
在法国大革命期间，君主制的支持者让·约瑟夫·皮埃尔·帕斯卡里斯（1732-1790）曾躲藏在这座城堡中，后来被捕处死。几十年后的1807年，拿破仑（1761-1821）的妹妹宝琳娜·波拿巴，在此城堡与路易斯·尼古拉斯·菲利普·奥古斯特·德·福邦（Louis Nicolas Philippe Auguste de Forbin，1779-1841）发生婚外情， 在逗留期间，她要求其下属用长杆将青蛙和蝉静音。
城堡后来属于一种花色小蛋糕拼盘（mignardises）的发明者米格纳德。他的儿子索沃尔·米格纳德（Sauveur Mignard）对其进行了改建。 1858年，埃米尔·里高（ÉmileRigaud，1824-1890年）买下了城堡，他于1849年至1863年担任普罗旺斯地区艾克斯市市长。。 
现在它仍然属于埃米尔·里高的后裔，萨宾纳·塞基亚里（Sabine Sechiari）, 他创立了非营利组织普罗旺斯城堡和花园协会（Association des bastides et des jardins de Provence et du Sud-Est）。它已从法国老房子（Vieilles MaisonsFrançaises）获得资金进行修复，这是一家非营利组织，致力于法国老建筑的修复。。

## 建筑
1995年，该建筑列为法国历史遗迹.